# Moisselles
Moisselles és un municipi francès, situat al departament de Val-d'Oise i a la regió d'Illa de França. L'any 2007 tenia 1.114 habitants.
Forma part del cantó de Domont, del districte de Sarcelles i de la Comunitat d'aglomeració Plaine Vallée.

## Demografia

### Població
El 2007 la població de fet de Moisselles era de 1.114 persones. Hi havia 388 famílies, de les quals 79 eren unipersonals (16 homes vivint sols i 63 dones vivint soles), 102 parelles sense fills, 176 parelles amb fills i 31 famílies monoparentals amb fills.
La població ha evolucionat segons el següent gràfic:
Habitants censats

### Habitatges
El 2007 hi havia 415 habitatges, 395 eren l'habitatge principal de la família, 5 eren segones residències i 15 estaven desocupats. 301 eren cases i 110 eren apartaments. Dels 395 habitatges principals, 295 estaven ocupats pels seus propietaris, 91 estaven llogats i ocupats pels llogaters i 9 estaven cedits a títol gratuït; 14 tenien una cambra, 60 en tenien dues, 58 en tenien tres, 87 en tenien quatre i 177 en tenien cinc o més. 299 habitatges disposaven pel capbaix d'una plaça de pàrquing. A 164 habitatges hi havia un automòbil i a 201 n'hi havia dos o més.

### Piràmide de població
La piràmide de població per edats i sexe el 2009 era:
| Homes | Edats   | Dones |
| ----- | ------- | ----- |
| 0     | 95 o +  | 0     |
| 0     | 90 a 94 | 4     |
| 0     | 85 a 89 | 0     |
| 4     | 80 a 84 | 8     |
| 8     | 75 a 79 | 8     |
| 20    | 70 a 74 | 4     |
| 8     | 65 a 69 | 36    |
| 12    | 60 a 64 | 4     |
| 24    | 55 a 59 | 36    |
| 28    | 50 a 54 | 16    |
| 56    | 45 a 49 | 28    |
| 36    | 40 a 44 | 36    |
| 52    | 35 a 39 | 40    |
| 56    | 30 a 34 | 72    |
| 20    | 25 a 29 | 20    |
| 36    | 20 a 24 | 24    |
| 12    | 15 a 19 | 28    |
| 52    | 10 a 14 | 32    |
| 40    | 5 a 9   | 48    |
| 24    | 0 a 4   | 36    |

## Economia
El 2007 la població en edat de treballar era de 784 persones, 585 eren actives i 199 eren inactives. De les 585 persones actives 561 estaven ocupades (291 homes i 270 dones) i 25 estaven aturades (12 homes i 13 dones). De les 199 persones inactives 51 estaven jubilades, 93 estaven estudiant i 55 estaven classificades com a «altres inactius».

### Ingressos
El 2009 a Moisselles hi havia 417 unitats fiscals que integraven 1.124 persones, la mediana anual d'ingressos fiscals per persona era de 24.698 €.

### Activitats econòmiques
Dels 129 establiments que hi havia el 2007, 1 era d'una empresa alimentària, 4 d'empreses de fabricació d'altres productes industrials, 14 d'empreses de construcció, 53 d'empreses de comerç i reparació d'automòbils, 11 d'empreses de transport, 12 d'empreses d'hostatgeria i restauració, 1 d'una empresa d'informació i comunicació, 5 d'empreses financeres, 11 d'empreses immobiliàries, 6 d'empreses de serveis, 1 d'una entitat de l'administració pública i 10 d'empreses classificades com a «altres activitats de serveis».
Dels 39 establiments de servei als particulars que hi havia el 2009, 1 era una oficina de correu, 1 una oficina bancària, 3 paletes, 1 fusteria, 3 lampisteries, 1 electricista, 4 empreses de construcció, 5 perruqueries, 11 restaurants, 5 agències immobiliàries, 2 tintoreries i 2 salons de bellesa.
Dels 35 establiments comercials que hi havia el 2009, 1 era, 1 una botiga de més de 120 m², 3 fleques, 18 botigues de roba, 4 sabateries, 1 una botiga d'electrodomèstics, 1 una botiga de mobles, 1 un drogueria, 3 joieries i 2 floristeries.

## Equipaments sanitaris i escolars
El 2009 hi havia una escola elemental.

## Poblacions més properes
El següent diagrama mostra les poblacions més properes.